# Mjassischtschew M-18
Die Mjassischtschew M-18 (russisch Мясищев М-18) war ein Projekt des sowjetischen OKBs Mjassischtschew für einen strategischen Schwenkflügelbomber aus den 1960er-Jahren.
Im Jahr 1967 begann das sowjetische Verteidigungsministerium über ein neues strategisches Bombenflugzeug nachzudenken. Der Anlass war die Entscheidung der USA über die Entwicklung und Konstruktion des AMSA-Projekts (Advanced Manned Strategic Aircraft), das in die Entwicklung und den Bau der Rockwell B-1 mündete. Im Jahr 1969 wurde der Auftrag für die Entwicklung erteilt. Drei Konstruktionsbüros beteiligten sich an dieser Ausschreibung; A. N. Tupolew mit der Tu-160, W. M. Mjassischtschew mit der M-20 und später mit der M-18 sowie P. O. Suchoj mit der T-4MS.
Nach der Einstellung des Projekts M-20 hatte W. M. Mjassischtschew den Rücken für die Entwicklung der M-18 frei. Ende 1969 wurde mit der Entwicklung auf der Basis der M-20-Variante IV begonnen. Das neue Flugzeug sollte in Höhen von 20.000 m mit Überschall fliegen, aber auch in Höhen von 300 bis 500 m operieren können. Nachdem die Arbeiten am Projekt Suchoj T-4MS auf Grund von Kapazitätsengpässen gestoppt wurden, war die M-18 der heimliche Favorit der Luftstreitkräfte, unterlag aber 1975 endgültig der Tu-160.

## Technische Daten
- Typ: strategischer Überschallbomber
- Triebwerke: vier Strahlturbinen
- max. Startmasse: ca. 150 t
- Spannweite: ca. 42 m
- Länge: ca. 44 m
- Besatzung: drei
- Bewaffnung: max. Waffenzuladung ca. 15.000 kg oder zwei Überschall-Luft-Boden-Raketen Ch-45 mit 1500 km Reichweite.[1]